# Thelidium fumidum
Thelidium fumidum är en lavart som först beskrevs av William Nylander och som fick sitt nu gällande namn av Hazsl. 
Thelidium fumidum ingår i släktet Thelidium och familjen Verrucariaceae. Inga underarter finns listade i Catalogue of Life.